# Station Lokeren-Oost
Station Lokeren-Oost is een goederenstation op de lijn 59 (Antwerpen - Gent) in de Belgische stad Lokeren, ongeveer 1 km van het station Lokeren in Oost-Vlaanderen. Het goederenstation was vroeger (rond de jaren 1970) aanzienlijk groter, en telde ongeveer tien opstelsporen. Sinds 2018 telt het station nog maar twee opstelsporen, waarvan één niet-geëlektrificeerd is. Het goederenstation wordt nog maar sporadisch gebruikt.
Bokselaar · Daknam · Dender & Waas · Eksaarde · Lokeren · Lokeren-Oost · Staakte · Zeveneken